# Kamil Jóźwiak
Kamil Jóźwiak (ur. 22 kwietnia 1998 w Międzyrzeczu) – polski piłkarz występujący na pozycji lewego napastnika, oraz w reprezentacji Polski. Uczestnik Mistrzostw Europy 2020.

## Kariera klubowa
Wychowanek Juniora Zbąszynek, jako junior występował również w UKP Zielona Góra i Lechu Poznań. W sezonie 2014/2015 był graczem rezerw poznańskiej drużyny (III liga).
W pierwszym zespole Lecha Poznań i jednocześnie w Ekstraklasie zadebiutował 28 lutego 2016 w przegranym spotkaniu z Jagiellonią Białystok (0:2), w którym na początku drugiej połowy zmienił Kebbę Ceesaya. Pierwszego gola w najwyższej polskiej klasie rozgrywkowej strzelił 15 maja 2016 w wygranym meczu z Ruchem Chorzów (3:0). Sezon 2015/2016 zakończył z 10 występami i jednym golem w Ekstraklasie na koncie. W lipcu 2016 wystąpił (wszedł na boisko w 75. minucie, zmieniając Macieja Makuszewskiego) w wygranym meczu o Superpuchar Polski z Legią Warszawa (4:1). W rundzie jesiennej sezonu 2016/2017 rozegrał w Ekstraklasie sześć meczów.
Na początku stycznia 2017 został wypożyczony na pół roku do GKS Katowice. W rundzie wiosennej sezonu 2016/2017 rozegrał w I lidze 12 meczów, zdobywając dwie bramki w spotkaniach ze Stomilem Olsztyn (2:2; 10 marca 2017) i MKS Kluczbork (2:3; 20 maja 2017). W czerwcu 2017 powrócił do Lecha. 6 lipca 2017 zadebiutował w Lidze Europy UEFA w meczu pierwszej rundy eliminacji z macedońskim Pelisterem (3:0), w którym strzelił gola.
W listopadzie 2017 przedłużył kontrakt z Lechem do 2019 z opcją przedłużenia o kolejne 2 lata. W kwietniu 2019 przedłużył umowę z Lechem do czerwca 2021. W lutym zaakceptował nową umowę przedłużając kontrakt do czerwca 2022.
We wrześniu 2020 został sprzedany do występującego w Championship Derby County. W nowym klubie zadebiutował 19 września w spotkaniu przeciwko Luton Town. Pierwszą bramkę w nowych barwach strzelił 16 grudnia 2020, w wygranym 2:0 meczu ze Swansea City. Debiutancki sezon zakończył z 41 występami, w których zdobył jedną bramkę i dołożył dwie asysty. 
4 marca 2022 ogłoszono jego transfer do amerykańskiego klubu Charlotte FC w rozgrywkach Major League Soccer na okres do sezonu 2025 z opcją przedłużenia o rok.
Zimą 2024 został zawodnikiem Granada CF. Zadebiutował w 84. minucie zremisowanego 3:3 meczu z FC Barceloną.

## Kariera reprezentacyjna
W latach 2014–2015 regularnie występował w reprezentacji Polski U-17. W październiku 2014 i marcu 2015 rozegrał sześć meczów w eliminacjach do mistrzostw Europy U-17 w Bułgarii, zdobywając bramkę w wygranym spotkaniu z Liechtensteinem (4:0; 28 października 2014). W barwach reprezentacji Polski U-19 rozegrał 11 meczów w kwalifikacjach do mistrzostw Europy U-19 w Niemczech (2016) i mistrzostw Europy U-19 w Gruzji (2017), strzelając gola w wygranym spotkaniu z Macedonią (4:0; 6 października 2016).
W seniorskiej Reprezentacji Polski zadebiutował w ostatnim meczu eliminacji do Mistrzostw Europy 2020 ze Słowenią, zmieniając w 86. minucie Sebastiana Szymańskiego. Jóźwiak swoją pierwszą bramkę w reprezentacji zdobył w przegranym 1:2 meczu Ligi Narodów 2020/2021 z Holandią. 25 marca 2021 w meczu eliminacji Mistrzostw Świata 2022 przeciwko Węgrom (3:3), wszedł na boisko w 60. minucie i w ciągu 40 sekund zanotował asystę i bramkę. Podczas czerwcowych Mistrzostw Europy 2020 Polska nie wyszła z grupy, a Jóźwiak zagrał we wszystkich trzech spotkaniach.

## Statystyki

### Klubowe
Aktualne na 19 września 2022
| Klub                | Sezon              | Liga               | Liga  | Liga   | Liga   | Puchar kraju | Puchar kraju | Puchar kraju | Europa | Europa | Europa | Inne  | Inne   | Inne   | Suma  | Suma   | Suma   |
| Klub                | Sezon              | Liga               | Mecze | Bramki | Asysty | Mecze        | Bramki       | Asysty       | Mecze  | Bramki | Asysty | Mecze | Bramki | Asysty | Mecze | Bramki | Asysty |
| ------------------- | ------------------ | ------------------ | ----- | ------ | ------ | ------------ | ------------ | ------------ | ------ | ------ | ------ | ----- | ------ | ------ | ----- | ------ | ------ |
| Lech Poznań         | 2015/2016 (j)      | Ekstraklasa        | 10    | 1      | 1      | 3            | 0            | 0            | 0      | 0      | 0      | 0     | 0      | 0      | 13    | 1      | 1      |
| Lech Poznań         | 2016/2017 (j)      | Ekstraklasa        | 6     | 0      | 0      | 3            | 0            | 1            | 0      | 0      | 0      | 1     | 0      | 0      | 10    | 0      | 1      |
| Lech Poznań         | 2017/2018          | Ekstraklasa        | 20    | 3      | 2      | 1            | 0            | 0            | 1      | 1      | 0      | 0     | 0      | 0      | 22    | 4      | 2      |
| Lech Poznań         | 2018/2019          | Ekstraklasa        | 31    | 3      | 4      | 2            | 0            | 0            | 2      | 0      | 0      | 0     | 0      | 0      | 35    | 3      | 4      |
| Lech Poznań         | 2019/2020          | Ekstraklasa        | 35    | 8      | 4      | 4            | 1            | 3            | 0      | 0      | 0      | 0     | 0      | 0      | 39    | 9      | 7      |
| Lech Poznań         | 2020/2021          | Ekstraklasa        | 2     | 0      | 0      | 1            | 0            | 1            | 1      | 0      | 1      | 0     | 0      | 0      | 4     | 0      | 2      |
| Lech Poznań         | Ogólnie            | Ogólnie            | 104   | 15     | 11     | 14           | 1            | 5            | 4      | 1      | 1      | 1     | 0      | 0      | 123   | 17     | 17     |
| GKS Katowice (wyp.) | 2016/2017 (wyp.)   | I liga             | 12    | 2      | 0      | 0            | 0            | 0            | 0      | 0      | 0      | 0     | 0      | 0      | 12    | 2      | 0      |
| GKS Katowice (wyp.) | Ogólnie            | Ogólnie            | 12    | 2      | 0      | 0            | 0            | 0            | 0      | 0      | 0      | 0     | 0      | 0      | 12    | 2      | 0      |
| Derby County        | 2020/2021          | EFL Championship   | 41    | 1      | 2      | 0            | 0            | 0            | 0      | 0      | 0      | 0     | 0      | 0      | 41    | 1      | 2      |
| Derby County        | 2021/2022          | EFL Championship   | 17    | 0      | 1      | 1            | 0            | 0            | 0      | 0      | 0      | 2     | 0      | 0      | 20    | 0      | 1      |
| Derby County        | Ogólnie            | Ogólnie            | 58    | 1      | 3      | 1            | 0            | 0            | 0      | 0      | 0      | 2     | 0      | 0      | 61    | 1      | 3      |
| Charlotte FC        | 2022               | MLS                | 16    | 0      | 0      | 3            | 0            | 0            | 0      | 0      | 0      | 0     | 0      | 0      | 19    | 0      | 0      |
| Charlotte FC        | Ogólnie            | Ogólnie            | 16    | 0      | 0      | 3            | 0            | 0            | 0      | 0      | 0      | 0     | 0      | 0      | 19    | 0      | 0      |
| Ogólnie w karierze  | Ogólnie w karierze | Ogólnie w karierze | 190   | 18     | 14     | 18           | 1            | 5            | 4      | 1      | 1      | 3     | 0      | 0      | 215   | 20     | 20     |

### Reprezentacyjne
Aktualne na 15 listopada 2021
| Reprezentacja | Rok     | Mecze | Bramki |
| ------------- | ------- | ----- | ------ |
| Polska        | 2019    | 1     | 0      |
| Polska        | 2020    | 8     | 1      |
| Polska        | 2021    | 13    | 2      |
| Ogólnie       | Ogólnie | 22    | 3      |

| Mecze i gole w reprezentacji | Mecze i gole w reprezentacji | Mecze i gole w reprezentacji | Mecze i gole w reprezentacji | Mecze i gole w reprezentacji | Mecze i gole w reprezentacji | Mecze i gole w reprezentacji |
| Lp.                          | Data                         | Miasto                       | Przeciwnik                   | Gol                          | Wynik                        | Rozgrywki                    |
| ---------------------------- | ---------------------------- | ---------------------------- | ---------------------------- | ---------------------------- | ---------------------------- | ---------------------------- |
| 1.                           | 19.11.2019                   | Warszawa                     | Słowenia                     |                              | 3:2                          | el. ME 2020                  |
| 2.                           | 04.09.2020                   | Amsterdam                    | Holandia                     |                              | 0:1                          | LN 2020/2021                 |
| 3.                           | 07.09.2020                   | Zenica                       | Bośnia i Hercegowina         |                              | 2:1                          | LN 2020/2021                 |
| 4.                           | 07.10.2020                   | Gdańsk                       | Finlandia                    |                              | 5:1                          | Towarzyski                   |
| 5.                           | 11.10.2020                   | Gdańsk                       | Włochy                       |                              | 0:0                          | LN 2020/2021                 |
| 6.                           | 14.10.2020                   | Wrocław                      | Bośnia i Hercegowina         |                              | 3:0                          | LN 2020/2021                 |
| 7.                           | 11.11.2020                   | Chorzów                      | Ukraina                      |                              | 2:0                          | Towarzyski                   |
| 8.                           | 15.11.2020                   | Reggio nell’Emilia           | Włochy                       |                              | 0:2                          | LN 2020/2021                 |
| 9.                           | 18.11.2020                   | Chorzów                      | Holandia                     | Gol                          | 1:2                          | LN 2020/2021                 |
| 10.                          | 25.03.2021                   | Budapeszt                    | Węgry                        | Gol                          | 3:3                          | el. MŚ 2022                  |
| 11.                          | 28.03.2021                   | Warszawa                     | Andora                       |                              | 3:0                          | el. MŚ 2022                  |
| 12.                          | 31.03.2021                   | Londyn                       | Anglia                       |                              | 1:2                          | el. MŚ 2022                  |
| 13.                          | 01.06.2021                   | Wrocław                      | Rosja                        |                              | 1:1                          | mecz towarzyski              |
| 14.                          | 08.06.2021                   | Poznań                       | Islandia                     |                              | 2:2                          | Towarzyski                   |
| 15.                          | 14.06.2021                   | Petersburg                   | Słowacja                     |                              | 1:2                          | ME 2020                      |
| 16.                          | 19.06.2021                   | Sewilla                      | Hiszpania                    |                              | 1:1                          | ME 2020                      |
| 17.                          | 23.06.2021                   | Petersburg                   | Szwecja                      |                              | 2:3                          | ME 2020                      |
| 18.                          | 02.09.2021                   | Warszawa                     | Albania                      |                              | 4:1                          | el. MŚ 2022                  |
| 19.                          | 08.09.2021                   | Warszawa                     | Anglia                       |                              | 1:1                          | el. MŚ 2022                  |
| 20.                          | 12.10.2021                   | Tirana                       | Albania                      |                              | 1:0                          | el. MŚ 2022                  |
| 21.                          | 12.11.2021                   | Andora                       | Andora                       | Gol                          | 4:1                          | el. MŚ 2022                  |
| 22.                          | 15.11.2021                   | Warszawa                     | Węgry                        |                              | 1:2                          | el. MŚ 2022                  |

## Życie prywatne
Jego bracia, Bartosz i Maciej również są piłkarzami; obaj występują w Syrenie Zbąszynek.

## Sukcesy
Klubowe
- Srebrny medal mistrzostwo Polski: 2019/2020 z Lechem Poznań
- Superpuchar Polski: 2016/2017 z Lechem Poznań

Indywidualne
- Major League Soccer (2023):
  - Trzecie miejsce w klasyfikacji asystentów w drużynie Charlotte FC w sezonie zasadniczym: 7 asyst[13]